# 天主教馬亞圭斯教區
天主教馬亞圭斯教區（拉丁語：Dioecesis Maiaguezensis）是波多黎各一個羅馬天主教教區，屬波多黎各的聖胡安總教區。
教區於1976年3月1日成立，位於波多黎各西部，2004年時有376,000名教友（佔轄區總人口76.5%）、29個堂區和70名司鐸。
現任教區主教為安傑洛·類斯·里奧-馬托斯，榮休主教為阿爾瓦羅·科拉達-德爾里奧。